# 橘柑

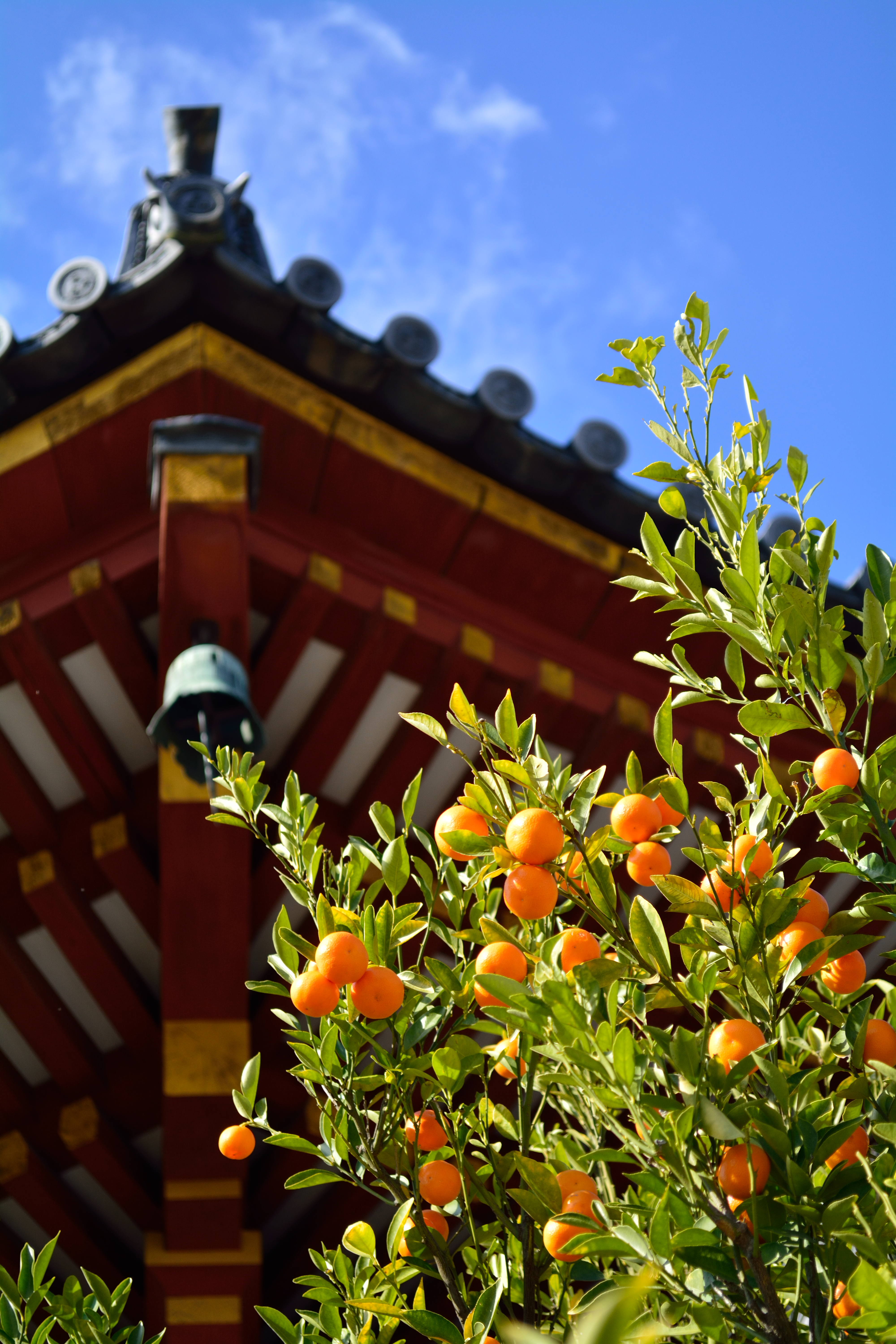

橘柑（學名：Citrus tachibana，日语：／）為芸香科柑橘屬下的一個種，又名大和橘、日本橘。

## 简介
橘柑是日本自古以来就存在着野生分布，且为日本特有种的一种柑橘。其生长地分布在本州的和歌山县、三重县、山口县、四国地区、九州地区近海的山地，较为罕见。在静冈县沼津市户田地区，存在有其位于日本国内最北部的野生地。
其近缘种有高丽橘（C. nipponokoreana），只在萩市和韩国济州岛有野生分布，其中萩市分布的被认定为属于濒临灭绝IA类，是国家自然纪念物。
其果实、叶子、花被用于图案和家纹的设计，近代则被采用于勋章的设计。橘柑也是三重县鸟羽市的市树。

## 参考文献

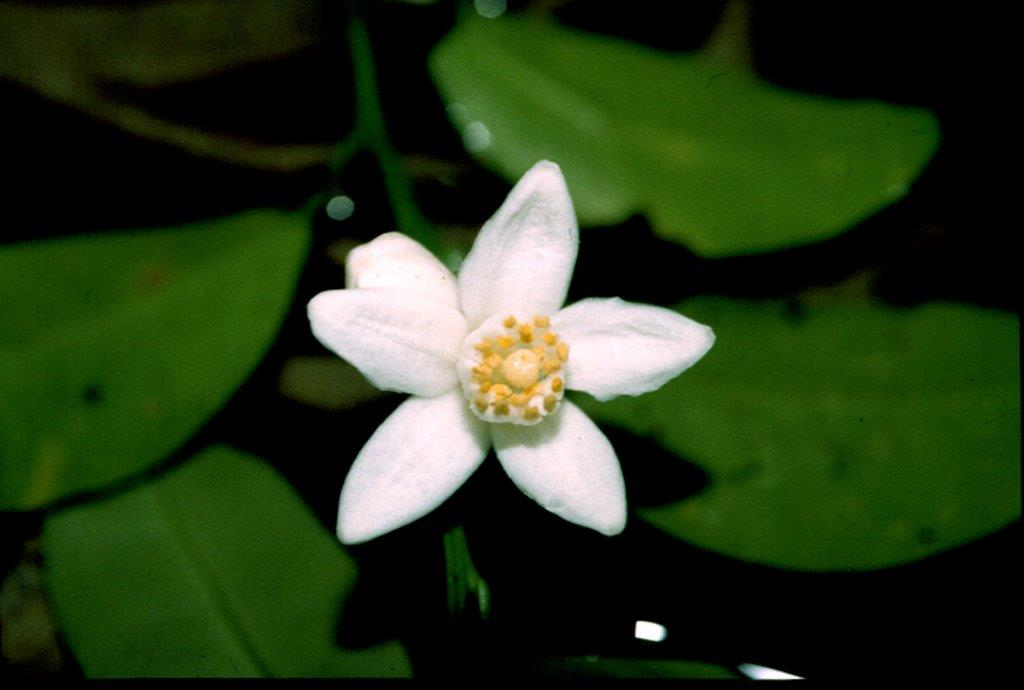
橘柑的花
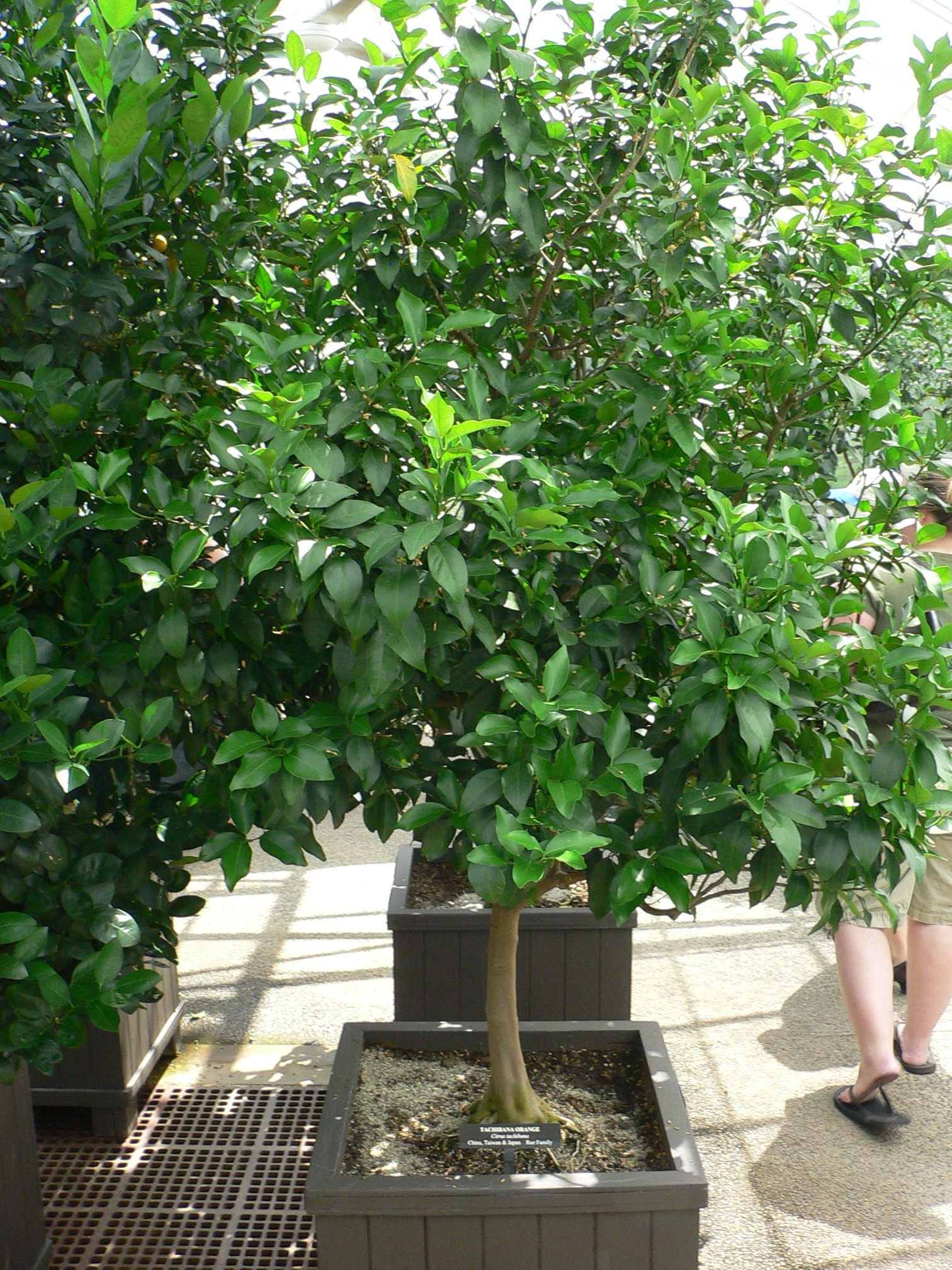
橘柑的樹